# Hugh Trenchard, 3. Viscount Trenchard

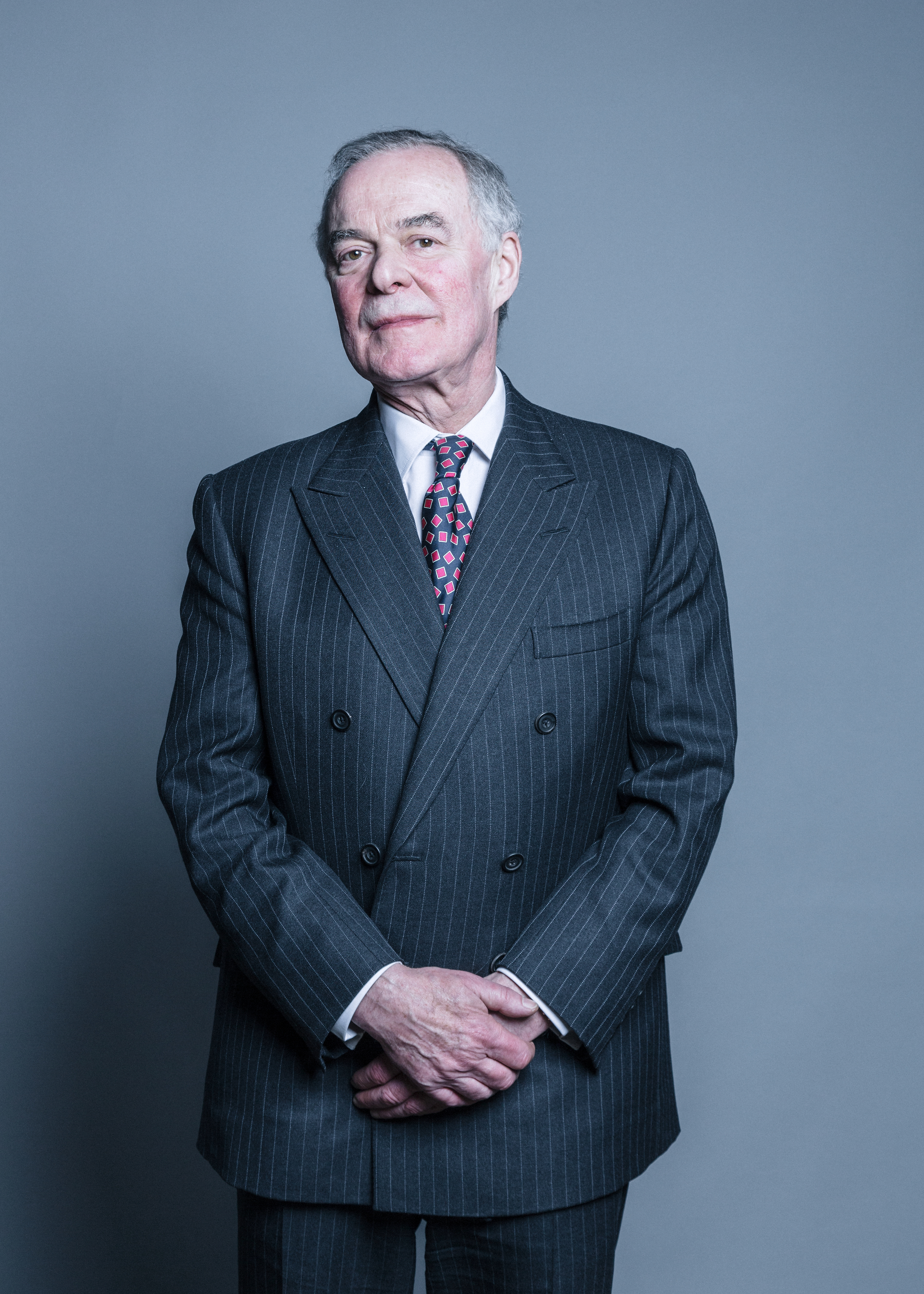
Hugh Trenchard, 3. Viscount Trenchard

Hugh Trenchard, 3. Viscount Trenchard DL (* 12. März 1951) ist ein britischer Wirtschaftsmanager und Politiker der Conservative Party, sowie Mitglied des House of Lords.

## Leben

### Herkunft, militärische und berufliche Laufbahn
Hugh Trenchard, ältester Sohn von Thomas Trenchard, 2. Viscount Trenchard und Enkel des als „Vater der Royal Air Force“ geltenden Hugh Trenchard, 1. Viscount Trenchard, begann nach dem Besuch des Eton College ein Studium am Trinity College der University of Cambridge, das er 1973 mit einem Bachelor of Arts (B.A.) abschloss. Bereits während des Studiums begann er 1972 seinen Militärdienst im 4. Bataillon der Royal Green Jackets und trat aus diesem 1980 mit dem Dienstgrad eines Captain aus.
Seine berufliche Laufbahn begann Trenchard 1973 bei dem Finanzdienstleistungsinstitut Kleinwort Benson und war für dieses bis 1996 tätig. Nachdem er zwischen 1980 und 1985 deren Hauptvertreter in Japan war, fungierte er von 1985 bis 1996 als Direktur des Unternehmens. Daneben war er von 1980 bis 1988 Geschäftsführer der japanischen Filiale von deren Tochtergesellschaft Kleinwort Benson International Incorporated, danach deren Präsident und schließlich von 1995 bis 1996 Vorstandsvorsitzender dieser Gesellschaft. Während seines Aufenthalts in Japan war er zwischen 1986 und 1988 auch Vorsitzender der dortigen Auslandsorganisation der Conservative Party (Conservatives Abroad).

### Oberhausmitglied und Funktionen in der Privatwirtschaft
Beim Tod seines Vaters erbte er 1987 dessen Adelstitel als 3. Viscount Trenchard und wurde dadurch Mitglied des House of Lords. Durch den House of Lords Act 1999 verlor er am 11. November 1999 seinen erblichen Parlamentssitz, wurde aber am 27. Mai 2004 als einer der Vertretern der erblichen Peers erneut auf Lebenszeit ins House of Lords gewählt.
Nach seinem Ausscheiden bei Kleinwort Benson 1996 blieb er auch weiterhin in der Privatwirtschaft tätig und zunächst von 1996 bis 2000 Direktor bei Robert Fleming & Co., einem in Dundee ansässigen Unternehmen im Bereich Merchant Banking und Vermögensverwaltung. Zurzeit ist Viscount Trenchard, der seit 2001 Vorsitzender der Conservative Party im Nordosten von Hertfordshire ist, Mitglied der Direktorien einer Reihe von Unternehmen wie Berkeley Technology Ltd, Lotte Chemical UK Ltd, Standon Calling Ltd, London Pacific Secretaries Ltd, Standon Lordship Ltd, Bache Global Series sowie UK Koyu Corporation Ltd. Darüber hinaus ist er Vorstandsvorsitzender des Unternehmens Stratton Street PCC Limited.
2006 wurde Viscount Trenchard zum Ehren-Air Commodore des No. 600 Squadron RAF der Royal Auxiliary Air Force (RAuxAF) und 2008 zu einem Deputy Lieutenant von Hertfordshire ernannt.

## Familie
Er ist seit 1975 mit Hon. Fiona Elizabeth Morrison, Tochter des James Morrison, 2. Baron Margadale, verheiratet. Mit ihr hat er zwei Töchter und zwei Söhne, darunter sein Heir apparent Hon. Alexander Thomas Trenchard (* 1978).

## Ehrungen
2014 wurde ihm der japanische mehrfarbige Orden der Aufgehenden Sonne am Band verliehen.